# Latham & Watkins
Latham & Watkins LLP er et amerikansk multinationalt advokatfirma. Det blev etableret i 1934 i Los Angeles, Californien af Dana Latham og Paul Watkins. De har en årsomsætning på 5,7 mia. US $ og ca. 7.000 ansatte.